# Lobo bobo/Maria ninguém
Albums de João Gilberto
Chega de Saudade
(1959) João Gilberto cantando as musicas do filme Orfeu do carnaval
(1959)
Lobo bobo/Maria ninguém est le quatrième 78 tours de João Gilberto, publié en 1959 au label discographique Odeon. Cet album de deux titres a pour intérêt de contenir deux chansons composées par l'artiste carioca Carlos Lyra qui contribuera beaucoup au lancement du mouvement musical de la bossa nova et à sa relance dans les années 1960-1970. 
Moins connu que les deux 78 tours enregistrés avant la sortie nationale historique du premier 33 tours de João Gilberto, cet album sort en février 1959 et reprend deux pistes de l'album à succès Chega de Saudade.

## Production
Après le succès fulgurant du premier 33 tours de João Gilberto, Aloysio de Oliveira, directeur artistique de la maison de production Odeon, prend la décision d'éditer un troisième 78 tours à la fin de l'été 1959. L'album surfe sur le succès commercial du disque Chega de Saudade, entré dorénavant dans l'histoire de la musique populaire brésilienne. Écrites et composées par Carlos Lyra, les deux chansons Lobo bobo et Maria ninguém deviendront elles aussi des standards de la bossa nova et seront enregistrés par de multiples artistes.
Lobo bobo/Maria ninguém est le dernier des trois 78 tours qui sortiront dans la foulée de l'album Chega de Saudade.

## Liste des pistes
| N° | Titre         | Auteurs     | Durée |
| -- | ------------- | ----------- | ----- |
| A  | Lobo bobo     | Carlos Lyra | 1:20  |
| B  | Maria ninguém | Carlos Lyra | 2:21  |